# 박치용
박치용(1963년생)은 대한민국의 지휘자이다. 서울 모테트 합창단의 창립자이자 단장 및 지휘자이다.